# Ao Vivo (álbum de Jamily)
Ao vivo é o primeiro trabalho ao vivo da cantora Jamily, lançado pela Line Records em setembro de 2008.
O trabalho foi lançado em versões CD e DVD e conta com com as participações especiais de Robinson Monteiro, Pregador Luo e Xanddy. Com um repertório formado por regravações de seus maiores sucessos, o trabalho apresenta 3 músicas inéditas: Nada Vai Me Separar, Sondas Meu Coração e He Is My Lord.
O álbum foi vencedor do Troféu Talento 2009, na categoria Álbum Pop e Pop Rock.

## Faixas do CD
1. Nada Vai Me Parar
2. Você é Real
3. Tempo de Vencer
4. Vem Para Cá
5. Conquistando o Impossível
6. Deus de Provisão
7. Sondas Meu Coração
8. Te Amo
9. Visão de Águia
10. Deus é Maior
11. A Fé Faz o Herói
12. É Só Acreditar
13. Seu Nome é Jah
14. Usei a Fé (Versão Dance)

## Faixas do DVD
1. Nada Vai Me Parar
2. Você é Real
3. Tempo de Vencer (participação de Robinson Monteiro)
4. If You Believe
5. Conquistando Lo Imposible
6. Vem Para Cá
7. Te Amo (Participação Pregador Luo)
8. Usei a Fé
9. Conquistando o Impossível
10. Visão de Águia
11. Seu Nome é Jah
12. Deus da Provisão
13. Deus é maior (Partipação Xanddy)
14. Sondas Meu Coração
15. É Só Acreditar
16. A Fé Faz o Herói
17. He Is My Lord
18. Usei a Fé (Versão Dance)

## Vendas e certificações
CD
| País          | Certificação | Vendas    |
| ------------- | ------------ | --------- |
| Brasil - ABPD | Ouro         | 100,000 + |

DVD
| País          | Certificação | Vendas   |
| ------------- | ------------ | -------- |
| Brasil - ABPD | Ouro         | 35,000 + |

## Ficha Técnica
- Produtor Fonográfico: Line Records
- Direção Artística: Leandro Oliveira
- Direção Executiva: Adriana Reis
- Direção Geral: Santiago Ferraz
- Gravado ao Vivo no Teatro da TV Record em SP
- Mixagem: Marcelo Ferraz
- Make-up: Martha Noronha
- Figurino: Patrícia
- Fotos: Décio Figueiredo / Fábio Rickman
- Projeto gráfico: Line Records

Músicos Participantes
- Arranjos, guitarras e violões: Marcelo Rea
- Arranjos e teclados: Jô Borges
- Contra baixo: Leandro Matsumoto
- Bateria: Maguinho Alcântara
- Sax alto e sax soprano: Carlos Cardenas
- Back vocal: Adriana Dre, Cláudia Gomes e Marcos Sagra
- Participação do Coral Kadmiel na faixa 5